# August Palm
August Teodor Palm (født 5. februar 1849 i Fårabäck, død 14. marts 1922 i Stockholm) var en svensk socialdemokratisk agitator. Han var skrædder af profession.
August Palm bragte socialismen til Sverige og var sammen med Hjalmar Branting og Axel Danielsson grundlægger af Sveriges socialdemokratiska arbetareparti i 1889.